# Gas House Kids in Hollywood
Gas House Kids in Hollywood é um filme de comédia policial norte-americano de 1947, dirigido por Edward L. Cahn e estrelado por Carl Switzer, Benny Bartlett e Rudy Wissler. Foi o terceiro e o último de uma série de filmes da franquia Gas House Kids, sobre um grupo de meninos rebeldes de Nova Iorque.

## Elenco
- Carl Switzer como Alfalfa
- Benny Bartlett como Orvie
- Rudy Wissler como Scat
- Tommy Bond como Chimp
- James Burke como Tenente de polícia Burke
- Jan Bryant como Hazel Crawford
- Michael Whalen como Lance Carter
- Douglas Fowley como Mitch Gordon
- Frank Orth como Capitão de polícia
- Lyle Latell como capanga de Carter
- Milton Parsons como Prof. Gately Crawford
- Kenneth Farrell como Garry Edwards, namorado da Hazel
- Gene Roth como Policial